# Saint-Lô Agglo
Saint-Lô Agglo est une communauté d'agglomération française, située dans le département de Manche en région Normandie.
Elle est créée une première fois le 1er janvier 2014 par  la fusion de la communauté de communes de Marigny, la communauté de communes du canton de Tessy-sur-Vire, la communauté de communes du canton de Torigni-sur-Vire, la communauté de communes de l'Elle, la communauté de communes de la région de Daye et la communauté d'agglomération Saint-Lô Agglomération.
Le 1er janvier 2017, cette première communauté d'agglomération fusionne avec la communauté de communes de Canisy, l'intercommunalité ainsi créée conservant le nom de Saint-Lô Agglo.

## Historique
À l'origine de cette structure intercommunale se trouve le district urbain de l’agglomération saint-loise, créé par un arrêté préféctoral le 1er octobre 1963. Ses compétences et son périmètre sont élargies, à plusieurs reprises (1er janvier 1994 : adhésion des communes de La Barre-de-Semilly, La Luzerne et Sainte-Suzanne-sur-Vire).
Ce district urbain s'est transformé, le 1er janvier 2002 en une communauté de communes, la communauté de communes de l'agglomération saint-loise. Celle-ci a été rejointe, le 1er janvier 2006, par les communes de Pont-Hébert, La Meauffe et Rampan, qui avaient formé, de 1992 à 2005, la communauté de communes des bords de Vire.
La création d'une communauté d'agglomération est envisagée afin de renforcer les liens entre les communes de l'agglomération de Saint-Lô et les compétences de la communauté, et renforcer parallèlement les dotations de l’État, ce qui nécessitait que la structure intercommunale regroupe au moins 50 000 habitants. Des discussions sont alors donc menées avec la communauté de communes de Marigny et la communauté de communes du canton de Torigni-sur-Vire pour rejoindre la communauté saint-loise. Toutefois, une réforme législative abaisse à cette époque ce seuil à 30 000 habitants pour les communautés comprenant la commune chef-lieu du département, permettant la disparition de  la communauté de communes de l'agglomération saint-loise pour donner naissance à la communauté d'agglomération Saint-Lô Agglomération le 28 décembre 2010. Celle-ci regroupe 11 communes et un petit peu plus de 30 000 habitants,.
Conformément aux prescriptions de la loi de réforme des collectivités territoriales du 16 décembre 2010, qui a prévu le renforcement et la simplification des intercommunalités et la constitution de structures intercommunales de grande taille, intervient le 1er janvier 2014 la fusion de : 

- la communauté d'agglomération Saint-Lô Agglomération ;
- la communauté de communes de Marigny (que Carantilly avait quitté le 1er janvier 2013 afin de ne pas rejoindre le Grand Saint-Lô) ;
- la communauté de communes du canton de Tessy-sur-Vire ;
- la communauté de communes de l'Elle, la communauté de communes de la région de Daye (sans les communes de Montmartin-en-Graignes et Tribehou qui ont rejoint la nouvelle communauté de communes de la Baie du Cotentin) ;

formant un nouvel établissement public de coopération intercommunale qui prend le nom de Saint-Lô Agglo et intègre la commune auparavant isolée de Domjean, soit 73 communes et environ 70 000 habitants,.
Dans le cadre des prescriptions de la loi NOTRe, qui dispose que les intercommunalités devront regrouper au moins 15 000 habitants à partir du 1er janvier 2017, contre 5 000, un nouveau  schéma départemental de coopération intercommunale de la Manche est élaboré, prévoyant notamment la fusion de  la communauté de communes de Canisy (qui regroupait moins de 8 000 habitants avec Saint-Lô Agglo, après avoir noté que « la communauté de communes de Canisy entretient depuis de nombreuses années des intérêts partagés avec les anciennes communautés de communes ayant fusionné au ter janvier 2014 pour
former la communauté d'agglomération Saint-Lô Agglo » et que les deux intercommunalités « partagent le même bassin de vie et le même bassin d'emploi, elles appartiennent toutes deux notamment au syndicat de développement du Saint-Lois et font partie du même Pays »
ces deux intercommunalités. Le préfet entérine cette fusion par un arrêté du 3 octobre 2016 qui a pris effet le 1er janvier 2017, créant une nouvelle communauté d'agglomération qui reprend le nom de Saint-Lô Agglo,.
Au 1er janvier 2017, Saint-Lô Agglo regroupe soixante-quatre communes avec l'intégration de la CC de Canisy mais en comptant la création de communes nouvelles. En effet, à cette date, quatre communes nouvelles sont créées :
- Remilly Les Marais (Remilly-sur-Lozon / Le Mesnil-Vigot / Les Champs-de-Losque),
- Canisy (Canisy / Saint-Ébremond-de-Bonfossé),
- Condé-sur-Vire (Condé-sur-Vire / Troisgots / Le Mesnil-Raoult reste une commune déléguée)
- Saint-Amand-Villages (Saint-Amand / Placy-Montaigu).

Au 1er janvier 2018, 
- l'ancienne commune de Pont-Farcy change de département, passant du Calvados à la Manche, et fusionne avec Tessy-Bocage.
- Le Hommet-d'Arthenay fusionne au sein de Pont-Hébert.

Carte de l'évolution du territoire  de Saint-Lô Agglo
1er janvier 2014 au 1er janvier 2017.
Composition prévue en 2017 - en jaune la Cdc de Canisy.
Depuis le 1er janvier 2017.

## Territoire communautaire

### Géographie
Située dans le centre-est du département de la Manche, l'intercommunalité Saint-Lô Agglo regroupe 61 communes et s'étend sur 819,9 km2. Elle est composées des trois communes de l'unité urbaine de Saint-Lô et des cinquante-et-une communes de l'aire urbaine de Saint-Lô.
Saint-Lô agglo regroupe les neuf communes des anciens cantons de Saint-Lô — Ouest et Est —, les quatorze de l'ancien canton de Saint-Clair-sur-l'Elle, dix de l'ancien canton de Saint-Jean-de-Daye, dix de l'ancien canton de Marigny, une de l'ancien canton de Saint-Sauveur-Lendelin, les treize de l'ancien canton de Tessy-sur-Vire et les quinze de l'ancien canton de Torigni-sur-Vire.

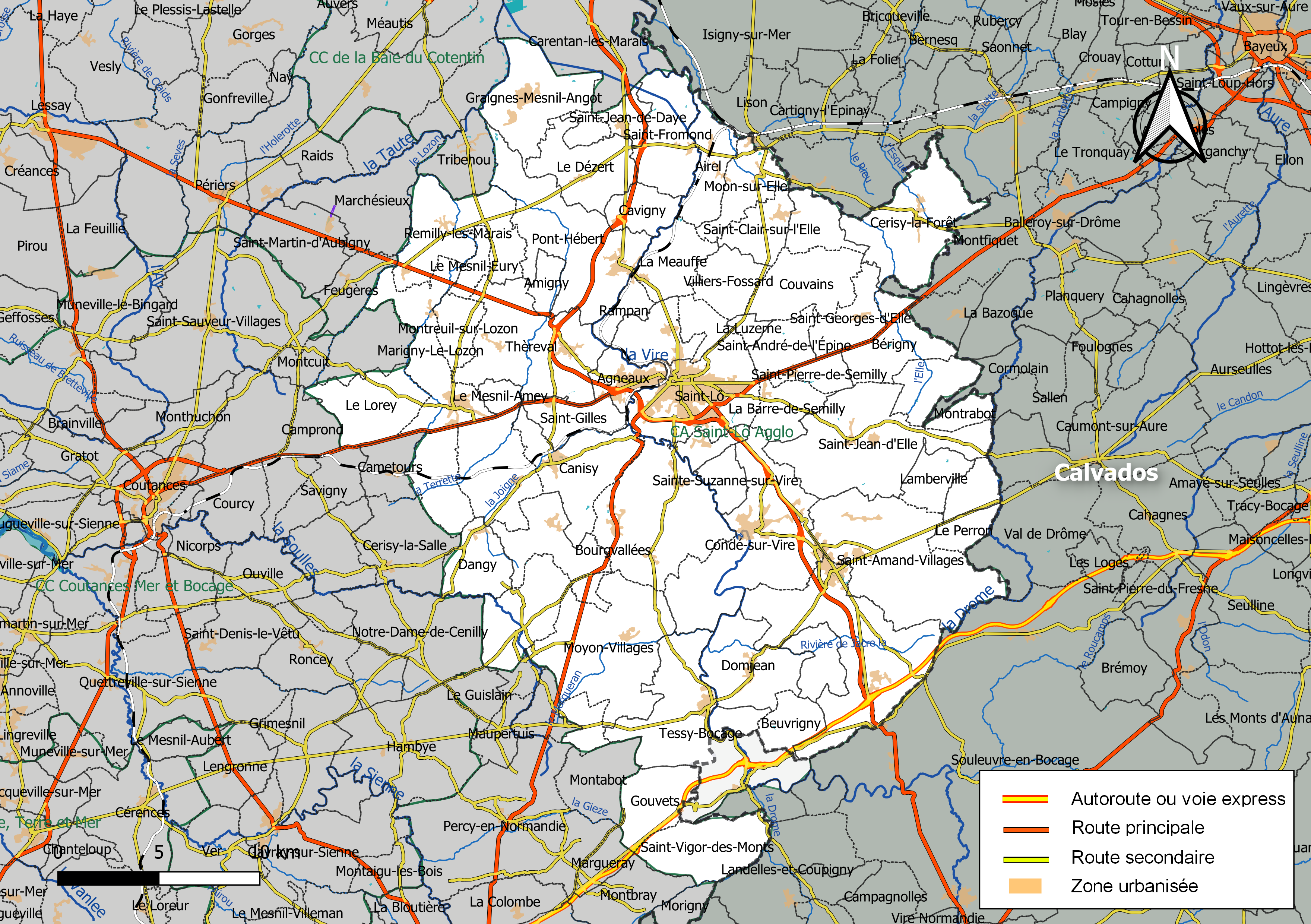
Carte de l'intercommunalité Saint-Lô Agglo au 1er janvier 2019.

### Composition
En 2022, la communauté d'agglomération est composée des 61 communes suivantes :

| Nom                      | Code Insee | Gentilé            | Superficie (km2) | Population (dernière pop. légale) | Densité (hab./km2) |
| ------------------------ | ---------- | ------------------ | ---------------- | --------------------------------- | ------------------ |
| Saint-Lô (siège)         | 50502      | Saint-Lois         | 23,19            | 19 352 (2022)                     | 834                |
| Agneaux                  | 50002      | Agnelais           | 6,5              | 4 266 (2022)                      | 656                |
| Airel                    | 50004      | Airellois          | 10,17            | 527 (2022)                        | 52                 |
| Amigny                   | 50006      | Amignais           | 3,69             | 153 (2022)                        | 41                 |
| La Barre-de-Semilly      | 50032      | Barriens           | 7,74             | 1 033 (2022)                      | 133                |
| Baudre                   | 50034      | Baudrions          | 3,81             | 595 (2022)                        | 156                |
| Beaucoudray              | 50039      | Beaucondriers      | 4,7              | 136 (2022)                        | 29                 |
| Bérigny                  | 50046      | Bérignais          | 12,15            | 442 (2022)                        | 36                 |
| Beuvrigny                | 50050      | Beuvrignais        | 6,77             | 130 (2022)                        | 19                 |
| Biéville                 | 50054      | Biévillais         | 5,56             | 196 (2022)                        | 35                 |
| Bourgvallées             | 50546      | Valléens           | 48,27            | 3 319 (2022)                      | 69                 |
| Canisy                   | 50095      | Canisyais          | 18,15            | 1 723 (2022)                      | 95                 |
| Carantilly               | 50098      | Carantillais       | 10,7             | 619 (2022)                        | 58                 |
| Cavigny                  | 50106      | Cavignais          | 6,78             | 268 (2022)                        | 40                 |
| Cerisy-la-Forêt          | 50110      | Cerisyais          | 23,81            | 1 014 (2022)                      | 43                 |
| Condé-sur-Vire           | 50139      | Condéens           | 36,36            | 4 136 (2022)                      | 114                |
| Couvains                 | 50148      | Couvinois          | 15,03            | 577 (2022)                        | 38                 |
| Dangy                    | 50159      | Dangyais           | 9,93             | 660 (2022)                        | 66                 |
| Le Dézert                | 50161      | Dézertins          | 14,58            | 605 (2022)                        | 41                 |
| Domjean                  | 50164      | Domjeanais         | 16,57            | 998 (2022)                        | 60                 |
| Fourneaux                | 50192      | Fourneausiens      | 3,34             | 131 (2022)                        | 39                 |
| Gouvets                  | 50214      | Gouvions           | 11,01            | 291 (2022)                        | 26                 |
| Graignes-Mesnil-Angot    | 50216      | Graignais          | 18,35            | 800 (2022)                        | 44                 |
| Lamberville              | 50261      | Lambervillais      | 7,12             | 167 (2022)                        | 23                 |
| Le Lorey                 | 50279      | Loréens            | 14,57            | 570 (2022)                        | 39                 |
| La Luzerne               | 50283      | Luzernais          | 1,94             | 81 (2022)                         | 42                 |
| Marigny-Le-Lozon         | 50292      |                    | 19,17            | 2 754 (2022)                      | 144                |
| La Meauffe               | 50297      | Meauffois          | 10,22            | 998 (2022)                        | 98                 |
| Le Mesnil-Amey           | 50302      |                    | 2,81             | 287 (2022)                        | 102                |
| Le Mesnil-Eury           | 50310      | Mesnileuryais      | 3,46             | 180 (2022)                        | 52                 |
| Le Mesnil-Rouxelin       | 50321      | Mesnil-Rouxelinais | 4,74             | 470 (2022)                        | 99                 |
| Le Mesnil-Véneron        | 50324      | Mesnillots         | 2,86             | 108 (2022)                        | 38                 |
| Montrabot                | 50351      | Montrabotains      | 3,86             | 79 (2022)                         | 20                 |
| Montreuil-sur-Lozon      | 50352      | Montreuillais      | 6,45             | 345 (2022)                        | 53                 |
| Moon-sur-Elle            | 50356      | Moonais            | 9,84             | 779 (2022)                        | 79                 |
| Moyon Villages           | 50363      |                    | 32,94            | 1 465 (2022)                      | 44                 |
| Le Perron                | 50398      | Perronnais         | 4,66             | 193 (2022)                        | 41                 |
| Pont-Hébert              | 50409      | Pontois            | 29,84            | 1 902 (2022)                      | 64                 |
| Quibou                   | 50420      | Quibois            | 17,15            | 842 (2022)                        | 49                 |
| Rampan                   | 50423      | Rampanais          | 4,09             | 227 (2022)                        | 56                 |
| Remilly Les Marais       | 50431      | Rémillais          | 22,13            | 1 064 (2022)                      | 48                 |
| Saint-Amand-Villages     | 50444      | Saint-Amandais     | 38,19            | 2 523 (2022)                      | 66                 |
| Saint-André-de-l'Épine   | 50446      |                    | 7,24             | 553 (2022)                        | 76                 |
| Saint-Clair-sur-l'Elle   | 50455      | Saint-Clairais     | 7,99             | 973 (2022)                        | 122                |
| Saint-Fromond            | 50468      | Fromondais         | 15,52            | 749 (2022)                        | 48                 |
| Saint-Georges-d'Elle     | 50473      | Saint-Georgeois    | 8,96             | 378 (2022)                        | 42                 |
| Saint-Georges-Montcocq   | 50475      | Montcocquois       | 8,94             | 983 (2022)                        | 110                |
| Saint-Germain-d'Elle     | 50476      |                    | 8,87             | 209 (2022)                        | 24                 |
| Saint-Gilles             | 50483      | Saint-Gillais      | 7,84             | 987 (2022)                        | 126                |
| Saint-Jean-d'Elle        | 50492      | Saint-Jeannais     | 33,72            | 2 535 (2022)                      | 75                 |
| Saint-Jean-de-Daye       | 50488      | Dayots             | 4,24             | 645 (2022)                        | 152                |
| Saint-Jean-de-Savigny    | 50491      | Savignais          | 7,58             | 422 (2022)                        | 56                 |
| Saint-Louet-sur-Vire     | 50504      | Louetais           | 7,33             | 209 (2022)                        | 29                 |
| Saint-Martin-de-Bonfossé | 50512      | Saint-Martinais    | 12,68            | 536 (2022)                        | 42                 |
| Saint-Pierre-de-Semilly  | 50538      | Semillais          | 4,59             | 428 (2022)                        | 93                 |
| Saint-Vigor-des-Monts    | 50563      | Saint-Vigorais     | 15,74            | 283 (2022)                        | 18                 |
| Sainte-Suzanne-sur-Vire  | 50556      | Sainte-Suzannais   | 5,05             | 694 (2022)                        | 137                |
| Tessy-Bocage             | 50592      | Tessyais           | 34,24            | 2 219 (2022)                      | 65                 |
| Thèreval                 | 50239      |                    | 28,39            | 1 781 (2022)                      | 63                 |
| Torigny-les-Villes       | 50601      | Torivillois        | 39,23            | 4 441 (2022)                      | 113                |
| Villiers-Fossard         | 50641      | Villariens         | 8,52             | 644 (2022)                        | 76                 |

### Démographie
| 1968   | 1975   | 1982   | 1990   | 1999   | 2010   | 2015   | 2021   |
| ------ | ------ | ------ | ------ | ------ | ------ | ------ | ------ |
| 64 476 | 68 491 | 71 129 | 71 267 | 70 937 | 74 363 | 76 336 | 76 653 |

## Administration

### Siège
Le siège de la communauté d'agglomération est situé à Saint-Lô.

### Élus
La communauté de communes est administrée par son conseil communautaire, composé pour la mandature 2020-2026 de  97 conseillers municipaux représentant chacune des  communes membres et répartis en fonctioàn de leur population de la manière suivante :

-  21 délégués pour Saint-Lô ;

-  4 délégués pour Agneaux, Condé-sur-Vire et  Torigny-les-Villes ;

-  2 délégués pour Marigny-le-Lozon, Pont-Hébert, Saint-Amand-Villages, Saint-Jean-d'Elle et Tessy-Bocage

-  1 délégué et son suppléant pour les 51 autres communes

Au terme des élections municipales de 2020 dans la Manche, le conseil communautaire renouvelé élit le 10 juillet 2020 son nouveau président, Fabrice Lemazurier, maire de Marigny-le-Lozon, ainsi que ses 15 vice-présidents, qui sont en 2022 :  
1. Emmanuelle Lejeune, maire de Saint-Lô, chargée de l’enseignement supérieur et de la recherche ;
2. Laurent Pien, maire de Condé-sur-Vire, chargée de l'urbanisme ;
3. Marie-Pierre Fauvel, maire de Saint-Jean-d’Elle, chargée des relations aux territoires ;
4. Mickaël Grandin, maire de de Torigny-les-Villes, chargé du développement économique ;
5. Maryvonne Raimbeault, maire de de Saint-Clair-sur-l’Elle, chargée de l’enfance et de la jeunesse ;
6. Loïc Renimel, maire de de La Barre-de-Semilly, chargée des finances et performance ; remplacé en septembre 2024 par Eric Cauvain, maire de Couvains
7. Jocelyne Richard, maire-adjointe  de Tessy-Bocage, chargée  de l’habitat et du foncier ;
8. Jérôme Virlouvet, maire-adjoint de Saint-Lô, chargé des transports et de la mobilité ;
9. Lydie Brotin, maire  de Moon-sur-Elle, chargée de la transition écologique et numérique ;
10. Alain Sévêque, maire d’Agneaux, chargé des ressources humaines ; remplacé en septembre 2024 par Antoine Aubry , maire de Sainte-Suzanne-sur-Vire
11. Hervé Le Gendre, maire-adjoint de Saint-Lô, chargé des sports ;
12. Claude Javalet, maire de Bourgvallées, chargé de la collecte et valorisation des déchets ;
13. Florence Mazier, maire de de Le Dézert, chargée du commerce et des circuits de proximité ;
14. Alexandre Henrye, conseiller municipal de Saint-Lô, chargé du tourisme et de la promotion du territoire ;
15. Jean-Luc Lerouxel, maire de Saint-Gilles, chargé du cycle de l’eau.

Le bureau communautaire est composé du président, de 15 vice-présidents, de 18 autres conseillers.

### Liste des présidents
| Période       | Période                        | Identité           | Étiquette | Qualité                                                                                                   |
| ------------- | ------------------------------ | ------------------ | --------- | --- |
| janvier 2014  | avril 2014                     | François Digard    | UMP       | Maire de Saint-Lô (1995 → 2014) Président de l'ex-Saint-Lô Agglomération (2011 → 2013)                    |
| avril 2014    | juillet 2020                   | Gilles Quinquenel  | DVD       | Maire de l'ex-commune d'Hébécrevon (1995 → 2015) Maire de la commune nouvelle d'Thèreval (2016 → )        |
| juillet 2020, | En cours (au 12 décembre 2022) | Fabrice Lemazurier | DVD       | Maire de l'ex-commune de Marigny (2014 → 2015) Maire de la commune nouvelle de Marigny-Le-Lozon (2016 → ) |

### Compétences
Dans le respect des dispositions de l'article L.5216-6 et L.5216-7 du CGCT, la communauté d'agglomération Saint-Lô Agglo est substituée à : la communauté d'agglomération Saint-Lô Agglomération, la communauté de communes de l'Elle, la communauté de communes de Marigny, la communauté de communes de la Région de Daye, la communauté de communes du canton de Tessy-sur-Vire, la communauté de communes du canton de Torigni-sur-Vire, la commune de Domjean, au sein des syndicats dont ces dernières sont membres (et pour les anciens périmètres considérés).
- Syndicat mixte Manche Numérique
- Syndicat départemental de l'Eau de la Manche (SDEAU)
- Syndicat mixte du Point Fort
- Syndicat de la Vire (Anciennement Syndicat de la Vire et du Saint-Lois)
- Syndicat mixte du Parc naturel régional des Marais du Cotentin et du Bessin
- Syndicat mixte de la Soulles
- Syndicat du SAGE des bassins versants de la Sienne, Soulles et des bassins versants côtiers de la Côte Ouest du Cotentin
- Syndicat mixte de distribution d'eau potable de Chapelle sur Vire
- Syndicat mixte d'alimentation en eau potable des Bruyères
- Syndicat mixte Eau de Caumont-l'Éventé
- Syndicat mixte d'alimentation en eau potable de Saint-Sauveur-Lendelin

### Régime fiscal et budget
La communauté d'agglomération est un établissement public de coopération intercommunale à fiscalité propre.
Afin de financer l'exercice de ses compétences, l'intercommunalité perçoit, comme toutes les communautés d'agglomération, la fiscalité professionnelle unique (FPU) – qui a succédé à la taxe professionnelle unique (TPU) – et assure une péréquation de ressources.
Elle ne reverse pas de dotation de solidarité communautaire (DSC) à ses communes membres.

## Projets et réalisations
Conformément aux dispositions légales, une communauté d'agglomération a pour objet d'associer « au sein d'un espace de solidarité, en vue d'élaborer et conduire ensemble un projet commun de développement urbain et d'aménagement de leur territoire ».